# Mellum
Mellum est une île allemande qui se situe dans la mer du Nord et qui appartient à la Basse-Saxe.
Cette île est inhabitée et s'élève à seulement un mètre au-dessus de la mer.